# Egvekinot
Egvekinot (en russe : Эгвекинот) est une commune urbaine du district autonome de Tchoukotka, en Russie. Sa population s'élevait à 3 328 habitants en 2022.

## Population
Recensements (*) ou estimations de la population
| 1959* | 1970* | 1979* | 1989* | 2002* | 2004  |
| ----- | ----- | ----- | ----- | ----- | ----- |
| 3 015 | 3 360 | 4 657 | 5 478 | 2 413 | 2 300 |

| 2005  | 2006  | 2007  | 2008  | 2009  | 2010* |
| ----- | ----- | ----- | ----- | ----- | ----- |
| 2 432 | 2 444 | 2 421 | 2 390 | 2 346 | 2 790 |

| 2012  | 2013  | 2014  | 2015  | 2016  | 2017  |
| ----- | ----- | ----- | ----- | ----- | ----- |
| 2 756 | 2 734 | 2 955 | 3 034 | 2 815 | 2 803 |

| 2018  | 2019  | 2020  | 2021  | 2022  | - |
| ----- | ----- | ----- | ----- | ----- | - |
| 2 899 | 3 146 | 3 139 | 3 138 | 3 328 | - |

## Climat
| Mois                                  | jan.       | fév.       | mars       | avril      | mai        | juin      | jui.      | août    | sep.      | oct.       | nov.     | déc.       | année      |
| ------------------------------------- | ---------- | ---------- | ---------- | ---------- | ---------- | --------- | --------- | ------- | --------- | ---------- | -------- | ---------- | ---------- |
| Température minimale moyenne (°C)     | −21,8      | −21,3      | −20,5      | −14        | −3,6       | 3         | 7,6       | 6,7     | 2         | −4,8       | −12,3    | −18,6      | −8,1       |
| Température moyenne (°C)              | −18,1      | −17,2      | −16,2      | −9,9       | −0,5       | 6,7       | 10,5      | 9,5     | 4,8       | −2,3       | −9,1     | −15,2      | −4,8       |
| Température maximale moyenne (°C)     | −14,3      | −13,1      | −11,8      | −5,8       | 2,8        | 11,3      | 14,3      | 12,9    | 7,8       | 0,1        | −6,2     | −11,9      | −1,2       |
| Record de froid (°C) date du record   | −45,8 1993 | −46,9 1993 | −44,8 2021 | −36,1 1949 | −27,8 1949 | −7,1 1956 | −0,1 1982 | −6 1980 | −10 1963  | −23,9 1948 | −36 1979 | −38,1 2012 | −46,9 1993 |
| Record de chaleur (°C) date du record | 6,3 2011   | 5,1 1958   | 6 1981     | 7,8 1948   | 23 2016    | 28,8 1971 | 36,5 2019 | 25 2002 | 19,4 1996 | 12,8 1948  | 7,9 1991 | 9,5 1998   | 36,5 2019  |
| Précipitations (mm)                   | 29         | 36         | 35         | 19         | 33         | 43        | 83        | 86      | 60        | 65         | 50       | 33         | 572        |
| Nombre de jours avec précipitations   | 12,3       | 12,3       | 11,8       | 13,2       | 15,6       | 14,6      | 15,9      | 17,3    | 13,1      | 16,1       | 14,4     | 14,4       | 171        |
| Humidité relative (%)                 | 71,2       | 71,4       | 72,8       | 74,3       | 79,4       | 80,1      | 79,6      | 80,9    | 76        | 70,5       | 69,2     | 69         | 74,5       |

| Diagramme climatique                                  |              |              |           |           |         |           |           |        |           |             |              |
| J                                                     | F            | M            | A         | M         | J       | J         | A         | S      | O         | N           | D            |
| −14,3−21,829                                          | −13,1−21,336 | −11,8−20,535 | −5,8−1419 | 2,8−3,633 | 11,3343 | 14,37,683 | 12,96,786 | 7,8260 | 0,1−4,865 | −6,2−12,350 | −11,9−18,633 |
| Moyennes : • Temp. maxi et mini °C • Précipitation mm |              |              |           |           |         |           |           |        |           |             |              |